# Leasy
Leasy (3C Retail A/S) är en dansk koncern som är verksamt inom konsumentkrediter samt säljer hemelektronik. Företaget är verksamt i Danmark, Sverige, Norge och Nederländerna, och utöver försäljning mot kontant betalning erbjuder företaget avbetalningslösningar.
Leasy grundades i Danmark 1985 av Niels Thorborg i Odense. Från början hette bolaget VaskRent men år 1992 bytte man namn till Leasy. Från början var det två danska butikskedjor (TeleRent och D:E:R) som hjälpte till hyra ut åt Leasy från början.
Leasy-koncernen omsätter idag ungefär 1,5 miljarder DKK och har cirka 600 anställda. Företaget kom till Sverige (1998), till Norge (2001) och till Nederländerna (2006).
År 2006 förvärvade Leasy den svenska konkurrenten Thorn. Numera drivs Leasys svenska verksamhet genom bolaget Thorn Svenska AB.